# Antalya Lufthavn
Antalya Lufthavn (tyrkisk: Antalya Havalimanı), (IATA: AYT, ICAO: LTAI) er en international lufthavn placeret 13 km nord/øst for centrum af Antalya i Tyrkiet. I 2009 ekspederede den 18.345.693 passagerer. Lufthavnen bruges primært til charterflyvninger med udenlandske turister til den tyrkiske middelhavskyst.

## Historie
I 1960 åbnede Tyrkiets Luftvåben en base på området. I 1996 begyndte byggeriet af de første moderne civile passagerterminaler og de blev indviet 1. april 1998. Den mindste terminal havde 4 gates og et areal på 20.480 m2 og blev primært brugt til indenrigs og VIP trafik. I marts 2010 åbnede en ny og større indenrigsterminal som selskaberne Atlasjet, Onur Air, Pegasus Airlines og Turkish Airlines benytter. Den store terminal har et areal på 54.300 m2 skulle bruges udelukkende til international trafik.
7. april 2005 åbnede International Terminal 2 som et helt nyt byggeri på 77.000 m2 inkl. 750 parkeringspladser. Denne terminal benyttes primært af tyske og tyrkiske flyselskaber på internationale ruter.

## Trafik fra Danmark
Cimber Sterling havde fast ruteflyvning fra Ålborg, København og Billund, ligesom mange rejsearrangører har charterflyvninger til Antalya hver sommer fra Ålborg, Bornholm, Billund, København og Aarhus Lufthavn.